# Bartholomäus Kopitar
Bartholomäus Kopitar (eller slovensk: Jernej Bartol Kopitar) (født 21. august 1780, død 11. august 1844 i Wien) var en slovensk sprogforsker.

## Biografi
Kopitar blev født i landsbyen Repne i Hertugdømmet Krain (i dag Repnje i Slovenien), som på daværende tidspunkt var en del af det Habsburgske Monarki. Han udgav i 1808 en fortrinlig Grammatik der slavischen Sprache in Krain, Kärnthen und Steyermark. Hans hovedværk er en udgave af et den gang nyopdaget oldslavisk håndskrift Glagolita Clozianus (1836). 
Med hensyn til det slaviske oldsprog nærede Kopitar den urigtige anskuelse, at det var slovensk (det er bulgarsk). Hans kølige holdning over for de sam-slaviske bestræbelser og over for Rusland bragte ham i et skarpt modsætningsforhold til adskillige af hans medforskere, ikke mindst i Böhmen.
Den 16. december 1836 blev han medlem af Videnskabernes Selskab.